# Szojuz–18A
A Szojuz–18A, vagy Szojuz–18–1 (oroszul: Союз–18–1) egy 1975. április 5-i szovjet űrrepülés volt, amely a hordozórakéta hibája miatt meghiúsult. Az eredeti terv szerint a kétszemélyes Szojuz 7K–T típusú űrhajó a Szaljut–4 űrállomás második személyzetét szállította volna. A hiba következtében az űrhajó nem állt Föld körüli pályára, hanem egy szuborbitális repülést hajtott végre, amelynek végén a személyzet sikeresen visszatért a Földre.

## Küldetés
Feladata lett volna az űrállomásra tervezett szakmai program végrehajtása, a hosszútávú űrrepülés idejének további (körülbelül 60 napra) növelése. Csillagászati, orvosi, légkörkutatási, földmegfigyelési, navigációs és biológiai feladatok végrehajtása szerepelt a tervekben.

## Jellemzői
Központi tervező iroda: CKBEM (oroszul: Центральное конструкторское бюро экспериментального машиностроения, ЦКБЕМ; korábban OKB-1, ОКБ-1), napjainkban PAO RKK Enyergija im. Sz. P. Koroljov (oroszul: ПАО «РКК „Энергия“ имени С. П. Королёва»). A Szojuz 7K-T típust kifejezetten űrállomások kiszolgálására fejlesztették ki.
1975. április 5-én, 08:04:54 UTC-kor a bajkonuri űrrepülőtér indítóállomásról egy Szojuz hordozórakéta (11А511) juttatta volna Föld körüli, közeli pályára. Az űrhajó tömege 6830 kilogramm volt. A Szojuz 7K-T változatot napelemekkel látták el, hogy biztosítsák az űrállomáshoz kapcsolódva szükséges hosszabb működési időt. A hordozórakéta második fokozatának hibája, illetve a második és harmadik fokozat szétválásának problémája miatt az űrhajó nem tudott Föld körüli pályára állni. Szuborbitális repülési pályán haladt. Ebben a felszállási szakaszban az űrhajósok nem avatkozhattak be, a folyamat teljesen automatikusan zajlott. Az automatika giroszkópja a pályától való eltérést érzékelve megszakította a repülést, és beindította a mentési eljárást. A hordozórakéta vészhelyzeti rendszere észlelte a hibát, és automatikusan aktiválta az űrhajó leválasztását és mentési eljárását. A Szojuz űrhajó keringő egysége és műszaki egysége levált a visszatérő egységről, és az megkezdte a ballisztikus visszatérést. Az űrhajó nagy g-terheléssel járó, meredek visszatérésbe kezdett mintegy 192 km-es magasságból. Az űrhajósok körülbelül 400 másodpercig voltak a súlytalanság állapotában, majd a visszatérés során akár 21,3 g terhelést is átéltek. Összesen 21 percet és 27 másodpercet töltöttek az űrben.
A visszatérő egység belépett a légkörbe, és hagyományos módon – ejtőernyős leereszkedéssel – szállt le. Gorno-Altajszk városától délnyugatra, Nyugat-Szibériában, mintegy 1500 kilométerre a Bajkonuri űrrepülőtértől ért Földet. A visszatérő egységet hamar lokalizálták, majd a mentőcsapatok kimentették a személyzetet.
Ez volt az addigi leghosszabb szuborbitális, emberes űrrepülés és a legrövidebb szovjet, emberes űrrepülés.

## Személyzet
- Vaszilij Grigorjevics Lazarev, parancsnok
- Oleg Grigorjevics Makarov, fedélzeti mérnök